# K.u.k. Husarenregiment „von Tersztyánszky“ Nr. 8

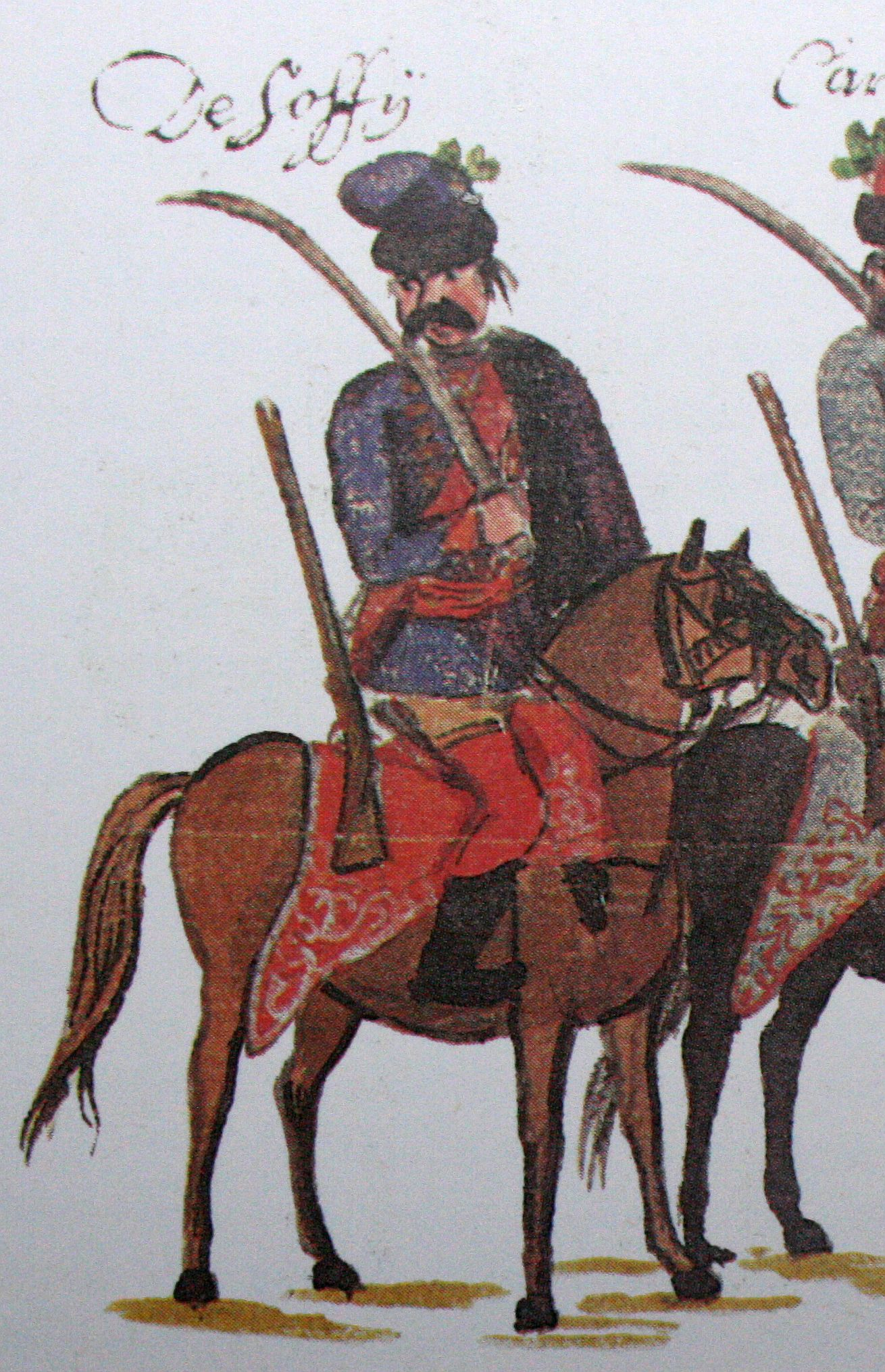
Kaiserliche Dessewffy-Husaren (H6) 1734 Gudenushandschrift

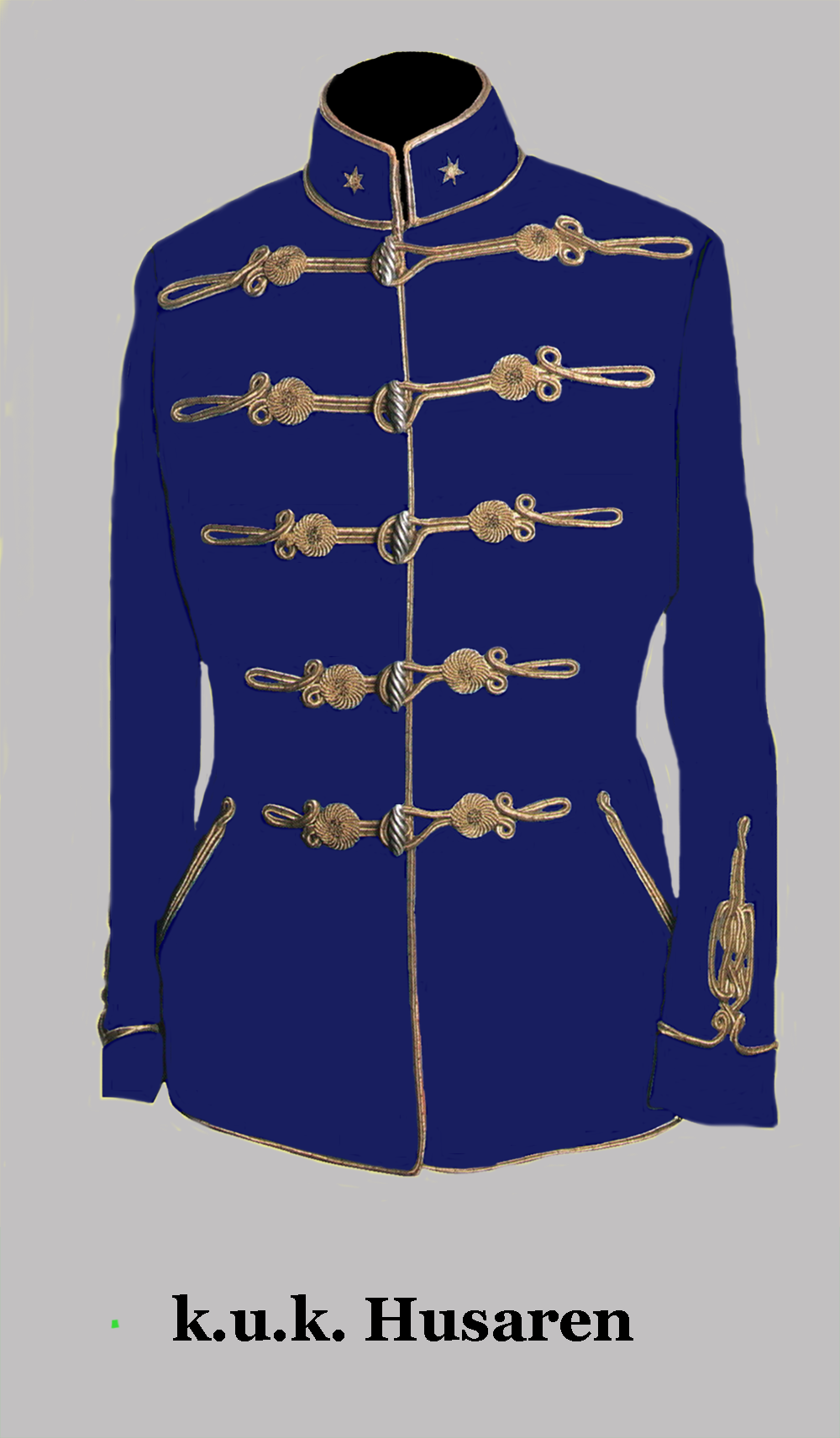
Attila eines Leutnants im
Husarenregiment Nr. 8 (19. & 20. Jahrhundert)

Das Husarenregiment „von Tersztyánszky“ Nr. 8 wurde 1696 unter dem Namen Deak-Husaren als Reitertruppe der Kaiserlichen Armee aufgestellt. Die Einheit existierte danach in der k.k. bzw. Gemeinsamen Armee innerhalb der Österreichisch-Ungarischen Landstreitkräfte bis zu seiner Auflösung.
Bei der Aufstellung einer Kavallerie-Rangliste im Jahre 1769 erhielt der Verband die Bezeichnung Cavallerie-Regiment Nr. 30 zugewiesen. 1798 erfolgte die Umbenennung in Husarenregiment Nr. 8. Zur Systematik wurden nachträglich auch folgende Nummerierungen eingeführt: 1696/1  (nach Tessin), Husarenregiment H 6 (nach Bleckwenn).
Alle Ehrennamen der Regimenter wurden im Jahre 1915 ersatzlos gestrichen. Das Regiment sollte von da an nur noch „k.u.k. Husarenregiment Nr. 8“ heißen. (Dies ließ sich in der Praxis jedoch nicht durchsetzen, einerseits weil sich niemand daran hielt, andererseits weil die sehr sparsame k.u.k. Militärverwaltung angeordnet hatte, zunächst alle noch vorhandenen Formulare und Stempel aufzubrauchen!)

## Errichtung
Das Regiment war das zweitälteste der k.u.k. Husarenregimenter und bestand nahezu 220 Jahre. Am 20. Februar 1696 erhielt der Obrist Paul Déak von Mihály von Kaiser Leopold I. ein Patent zur Aufstellung eines irregulären Regiments Husaren in Stärke von 1200 Mann. Paul Deák (Nesztorovics) de Mihály war vorher in französischen Diensten und hatte bereits dort ein Husarenregiment aufgestellt, das in Frankreich als Regiment Poldeak bekannt war.
- 1698 wurde das gleichfalls irreguläre Regiment Kis-Balás (Miliz-Husaren) eingegliedert und dieser Verband später zu einem regulären Regiment umgewidmet. Die überzählige Mannschaft in Höhe von 800 Mann wurde an die Husaren-Regimenter Pálffy (später Nr. 9) und Kollonits (1721 aufgelöst) abgegeben
- 1700 Ende des Jahres wurde das Regiment aufgelöst, die Offiziere in die Regimenter Pálffy und Kollonits versetzt.
- 1701 Im Januar erhielt Obrist Déak auf Wunsch von Prinz Eugen von Savoyen den Auftrag, vier Kompanien neu zu werben. (Dazu wurde wahrscheinlich der Rest der noch vorhandenen Mannschaft aufgeboten.) Der Fehlbestand wurde durch Teile der aufgelösten Husaren-Regimenter Gombos, Czungenberg und Csáky aufgefüllt
- 1714 wurde das aufgelöste Regiment Nádasdy eingegliedert
- 1721 musste das wiedererrichtete Regiment Nádasdy Teile an das Regiment Pálffy abgeben
- 1731 Teile der 1727 aufgestellten Auctions-Kompanie wurden an das Husaren-Regiment Dessewffy (später Nr. 3) abgegeben
- 1746 wurde die Hälfte des aufgelösten Regiments Bartolotti eingegliedert
- 1748 eine Kompanie des Regiments Trips eingegliedert
- 1768 eine Eskadron des Regiments Hadik eingegliedert
- 1775 wurde eine Division des aufgelösten Regiments Wurmser zugeteilt
- 1798 wurde die 3. Majors-Division an das neu aufgestellte Husarenregiment Nr. 5 abgegeben, das Regiment erhielt die Stammlistennummer 8
- 1849 im Frühjahr erfolgte eine teilweise Umorganisation und Neuaufstellung des Regiments. Aus den Teilen des Regiments, die nicht am Aufstand in Ungarn teilgenommen hatten, wurden zwei Divisionen auf vollem Kriegsfuß formiert, der Rest zur Neuaufstellung der beiden anderen Divisionen verwendet
- 1860 wurde die 4. Division aufgelöst und daraus eine Eskadron formiert, die an das Freiwilligen-Husarenregiment Nr. 1 abgegeben wurde.

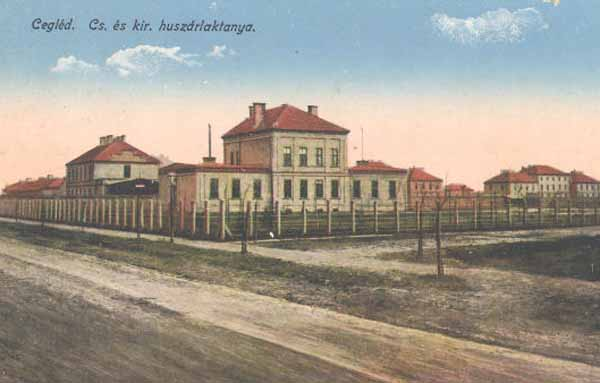
Kaserne der II. Division in Cegléd 1904–1918

## Ergänzungsbezirke
- 1781–1832 aus dem Werbebezirk Pressburg
- 1853–57 Grosswardein
- 1857–60 Pest und Szegedin
- 1860–67 Szegedin
- 1867–83 Kecskemét
- 1883–89 Zombor
- Ab da aus dem Bereich des IV. Korps – Budapest.

## Friedensgarnisonen
| I. | II. | III. |
| --- | --- | --- |
| - 1699 Klausenburg - 1714–16 Hildesheim - 1718 verteilt auf Serbien - 1723 Komitate Gomör und Szabolcz - 1731–33 verteilt auf die Lombardei - 1736–40 Mantua - 1748 Veröcze in Slawonien - 1751 Fünfkirchen - 1753 Sillein - 1754–56 Zips - 1763 Gabel - 1773–78 Brandeis - 1779 Gabel - 1748 Gent - 1785–88 Tarnów - 1791–92 Troppau - 1797 verteilt auf die Steiermark - 1798–99 Rovigo | - 1801–05 Tarnopol - 1806 Bochnia, dann Krakau - 1807 Troppau - 1808 Nagy-Tapolcsán, dann Wien - 1810–12 Horodenka - 1814–15 Zolków - 1816 Bochnia, dann Szász-Régen - 1817 Rohatyn - 1820 Tarnopol - 1823 Horodenka - 1825 Wien - 1827 Hód-Mezö-Vásárhely - 1828 Arad - 1831 Himberg b. Wien - 1832 Baden (Niederösterreich) - 1833 Zistersdorf - 1834 Bruck an der Leitha | - 1835 Troppau - 1836–49 Ziolkiew - 1849 Landshut, dann Dornbirn - 1850 Salzburg - 1851 Wels - 1854 Wien - 1855 Groß-Enzersdorf - 1857–59 Klattau - 1864–66 Wels - 1866 Zolków - 1871 Tolnau - 1876–77 Czegléd - 1878 Ruma - 1880 Stockerau - 1884 Ruma - 1890 Klagenfurt - 1898 Jaroslau - 1904 Stab, I.Div Kecskemét – II. Div Cegléd |

## Regimentsinhaber
- 1696 Obrist Paul Déak de Mihály (Husaren-Regiment Mihály)
- 1706 Obrist Andreas von Viszlay (Husaren-Regiment Vislay)
- 1706 Obrist Johann Ladislaus Freiherr Splényi de Mihály (Husaren-Regiment de Mihály)
- 1730 Obrist Franz Freiherr von Czungenberg (auch Csonka Bég genannt) (Husaren-Regiment Czungenberg)
- 1735 Obrist Emerich Freiherr von  Dessewffy (Husaren-Regiment Desewffy)
- 1739 Generalfeldwachtmeister Johann Freiherr Baranyay von Bodorfalva (Husaren-Regiment Baranyay)
- 1766 Feldmarschall-Lieutenant Carl Freiherr von Nauendorf (Husaren-Regiment Nauendorf)
- 1775 Feldmarschall-Lieutenant Dagobert Sigmund Graf Wurmser (Husaren-Regiment Graf Wurmser)
- 1798 Änderung der Namensgebung in: Husaren-Regiment Nr. 8
- 1799 Feldmarschall-Lieutenant Friedrich August Graf Nauendorf
- 1802 Feldmarschalleutnant Michael Freiherr von  Kienmayer
- 1828 Feldmarschalleutnant Ferdinand Herzog von Sachsen-Coburg und Gotha
- 1851 Friedrich Wilhelm I., Kurfürst von Hessen-Kassel
- 1875 General der Kavallerie Alexander Freiherr von Koller
- 1890 Feldmarschalleutnant Andreas Graf Pálffy ab Erdöd.

### Zweiter Inhaber
- 1851 Graf Nikolaus von Lichtenberg-Schneeberg, Gdk

## Gefechtskalender
→Großer Türkenkrieg
- 1696 auf dem Kriegsschauplatz in Ungarn Gefechte bei Temesvár und Olasch
- 1697 Zunächst in Reserve bei Zenta mit anschließenden Verfolgungskämpfen
- 1698 Unternehmungen gegen Temesvár und Groß-Becskerek

### Spanischer Erbfolgekrieg
- 1701: Zugeteilt dem Streifkorps Vaubonne in Italien. Gefechte bei Orzinovi und Soncino
- 1702: Überfall auf Cremona, Streifzug nach Mailand und Gefecht bei Grazia
- 1703: Kämpfe bei Verona, der Regiments-Kommandant Obrist Paul Déak de Mihály geriet mit einer Anzahl seiner Reiter in französische Gefangenschaft. Auf ein Angebot der Franzosen eingehend wechselt Déak de Mihály die Seiten und übernahm das Kommando über ein von den Franzosen errichtetes Husaren-Regiment. Ende des Jahres wurden zwei Eskadronen zum Korps Starhemberg nach Piemont abgestellt.
- 1704-5: Kämpfe im Piemont. Die anderen, anfangs sehr schwachen Abteilungen, verblieben am Po, standen 1705: in Südtirol und kämpften später bei Madonna della Balzola und Bergamo. Nachdem die Abteilung auf drei Eskadronen verstärkt worden war, folgte die Teilnahme an der Schlacht bei Cassano
- 1706: Das Regiment kämpft in der Entsatzschlacht bei Turin. Hier wurde das (französische) Husaren-Regiment des Obristen  Déak aufgerieben, elf seiner vormals in österreichischen Diensten stehenden Husaren wurden gefangen genommen und als Deserteure hingerichtet. Deák selbst konnte entkommen und kehrte nach Begnadigung durch Prinz Eugen mit dem Rest seiner Truppe in die kaiserliche Armee zurück. Ein Kommando erhielt er jedoch nicht mehr.
- 1707: Teile des Regiments waren am Feldzug nach Neapel beteiligt, der Rest wurde in die Provence (Toulon) verlegt
- 1708: Zur Mosel-Armee in den Niederlanden abgestellt. Teilnahme an der Belagerung von Lille.
- 1709: Teilnahme an der Schlacht bei Malplaquet
- 1710: Mitwirkung bei der Belagerung von Douai und Béthune
- 1711: Patrouillen- und Sicherungsdienste bei der Armee am Rhein
- 1712: Kämpfe in Nordfrankreich vor Quesnoy-sur-Deûle. Gefecht bei Fampoux. Ein Teil des Regiments zum Korps des General Grovestein abgestellt. Streifzug in Frankreich
- 1713: Patrouillen- und Sicherungsdienste bei der Armee am Rhein

→Venezianisch-Österreichischer Türkenkrieg
- 1716 Eine Kompanie kämpft im Gefecht bei Karlowitz. Das Regiment kämpfte in der Schlacht von Peterwardein und Belagerung von Temesvár
- 1717 Schlacht um Belgrad, Verfolgungskämpfe des Korps Regeb Paschas
- 1731–32 Zwei  Eskadronen zum Hilfskorps auf Korsika abgestellt

→Polnischer Thronfolgekrieg
- 1734 Kämpfe  in Italien, Schlacht bei Parma, und Schlacht bei Guastalla, Gefecht bei Quistello
- 1735 Teile des Regiments in Gefechten bei Quingentole und  Marengo. Danach Verfolgung des Feindes bis gegen Bologna

→Österreichischer Erbfolgekrieg
- 1741 Abgestellt zum Korps Khevenhüller
- 1742 Winterfeldzug in Oberösterreich und Bayern. Danach Abmarsch nach Böhmen
- 1743 Kämpfe in Bayern, Blockade von Straubing. Danach an den Rhein vorgerückt, Gefecht bei Esslingen
- 1744 Im Korps Batthyányi in Bayern, Verlegung nach Böhmen mit einem Gefecht bei Beraun
- 1745 Kämpfe in Bayern mit Gefechten bei Geisenhausen und Nordheim
- 1746 Verlegung nach Italien, Gefecht bei Piacenza. Marsch in die Provence

→Siebenjähriger Krieg
- 1756 Schlacht bei Lobositz
- 1757 Teilnahme an der Schlacht bei Prag und der Schlacht bei Kolin.  Unter dem Kommando des Grafen Hadik Streifzug bis nach Berlin
- 1758 Kämpfe im Verband bei der Reichsarmee. Abteilungen standen im Gefecht bei Chemnitz und der Schlacht bei Torgau
- 1759 Gefecht bei Laun und Asch. Zwei Eskadronen führten ein Scharmützel bei Sangerhausen
- 1760 Scharmützel bei Zeitz und Zwickau. Kämpfe bei Strehla und Wittenberg
- 1763 Gefecht gegen preußische Kavallerie unter General Seydlitz

→Bayerischer Erbfolgekrieg
- 1778 Streifzüge und Scharmützel in Böhmen bei Skalitz, Vrchovin und Rückerts
- 1779 Gefechte bei Habelschwerdt und Ober-Schwedeldorf.

→Russisch-Österreichischer Türkenkrieg
- 1788 Beteiligt bei der Einnahme von Šabac und in den Gefechten bei Bezanja-Damm, Semlin und Deutsch-Boksan
- 1789 Abgestellt zum Korps Waldeck im Banat, Vertreibung der Türken aus Mehadia. Später bei der Belagerung von Belgrad und der Unternehmung gegen Lesnica beteiligt
- 1790 eine Division kämpft in den Österreichischen Niederlanden gegen die Malcontenten

→Koalitionskriege
- 1792 Teile des Regiments im Gefecht bei Florennes. Der Rest des Verbandes bei Streifendienst vor Landau. Danach Feldzug in die Champagne, Teilnahme an Verteidigung von Pellingen und den Gefechten bei Merzkirchen und Ober-Lenken
- 1794 Abteilungsweise Gefechte bei Charleroi, Fleurus, Ernoux, Lüttich, Trier und Sprimont. Zwei Eskadronen verlegten später zur Besatzung der Festung Mainz.
- 1795 Teile des Regiments waren an der Einnahme des Hartberges bei Mainz und den Verschanzungen bei Mannheim beteiligt, danach Gefechte bei Pfrimm, Frankenthal und Schwengenheim
- 1796 Verlegung nach Italien. Gefechte bei  Brescia, Saló, Desenzano und Peschiera. Nach der Niederlage bei Bassano del Grappa kämpften drei  Divisionen im Korps Meszáros bei Cerea, Castellaro und La Favorita. Teilnahme an der Verteidigung von Mantua.  Eine Division kämpft im Friaul in den Gefechten bei Fontaniva, Verona und Caldiero
- 1797 Nach der Kapitulation von Mantua rückte das Regiment in die Steiermark ab. Eine Division focht bei Rivoli und am Tagliamento
- 1799 Wieder nach Italien verlegt kämpfte das Regiment  bei Legnano und Magnano und nahm an der Einschließung von Mantua teil. Später im Korps Klenau bei den Eroberungen von Modena, Sarzano und Lorici beteiligt

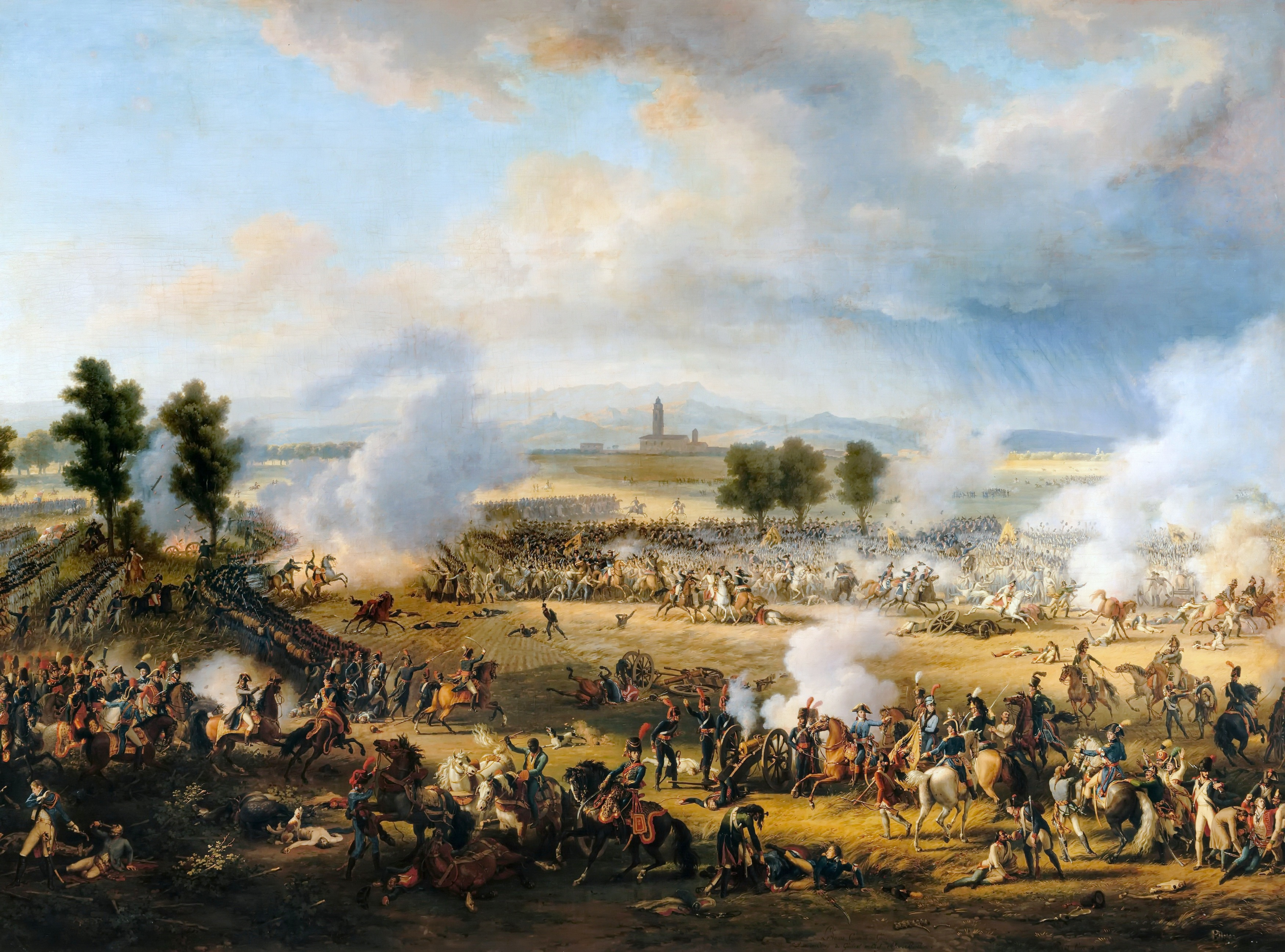
Schlacht bei Marengo

- 1800 Blockade von Genua und Gefechte bei Casteggio. Teilnahme an der Schlacht bei Marengo. Am Ende des Jahres kämpften Abteilungen am Po bei Finale und Bondeno.
- 1805 Schlacht von Caldiero
- 1809 Dem V. Korps in Deutschland zugeteilt, kämpften Abteilungen bei Landshut, Kloster Rohr und Riedau. Das Regiment war dann bei Ebelsberg, in der Schlacht bei Aspern, der Schlacht bei Wagram, bei Korneuburg und Hollabrunn eingesetzt

→Feldzug nach Russland
- 1812 Drei Divisionen sind im Auxiliar-Korps Schwarzenberg an Gefechten bei Pruzany und Diwin, bei Rudnja und Wiczulki beteiligt

→Befreiungskriege
- 1813 Kämpfe bei Dresden, Kninitz-Arbesau. Teilnahme an der Völkerschlacht bei Leipzig, Kämpfe bei Hochheim und bei Kassel. Eine Eskadron war dem Streifkorps des russischen Generals Thielemann zugeteilt und nahm an den Gefechten bei Naumburg und Altenburg teil
- 1814 Bei der Blockadetruppe vor Besançon, Gefecht bei St. Ferjeux

→Herrschaft der Hundert Tage
- 1815 Mit 12 Eskadronen bei der Armee am Rhein. Gefechte bei Strassburg und Hausbergen

→Revolution im Kaisertum Österreich
- 1848 Trotz des Aufrufs der ungarischen Sezessionsregierung zur Teilnahme an der Revolte gelang es dem Kommandanten Oberst Barcó, den größten Teil des in Galizien stehen Regiments bei der Fahne zu halten.
- 1849  Zwei kriegsstarke Divisionen rücken nach Vorarlberg ab

→Deutscher Krieg
- 1866 Fünf  Eskadronen standen bei der Nordarmee und kämpften  bei Gitschin und in der Schlacht bei Königgrätz

→Erster Weltkrieg
Im Ersten Weltkrieg sahen sich die Kavallerie-Regimenter den unterschiedlichsten Verwendungen ausgesetzt. Zum Teil bestanden sie im Regimentsverband weiter, zum Teil wurden sie Eskadronsweise auf die Infanterie-Truppendivisionen, Korps- und Armeestäbe als sogenannte Divisionskavallerie aufgeteilt. (Sie versahen dort Dienste als Aufklärungs- und Meldereiter, sowie als Sicherungs-Detachements.) Die meisten der Regimenter mussten jedoch bald die Pferde abgeben (soweit sie noch welche hatten) und kamen danach zum infanteristische Einsatz. Ausgenommen hiervon waren die Regimenter der 4. Kavallerie-Truppendivision.

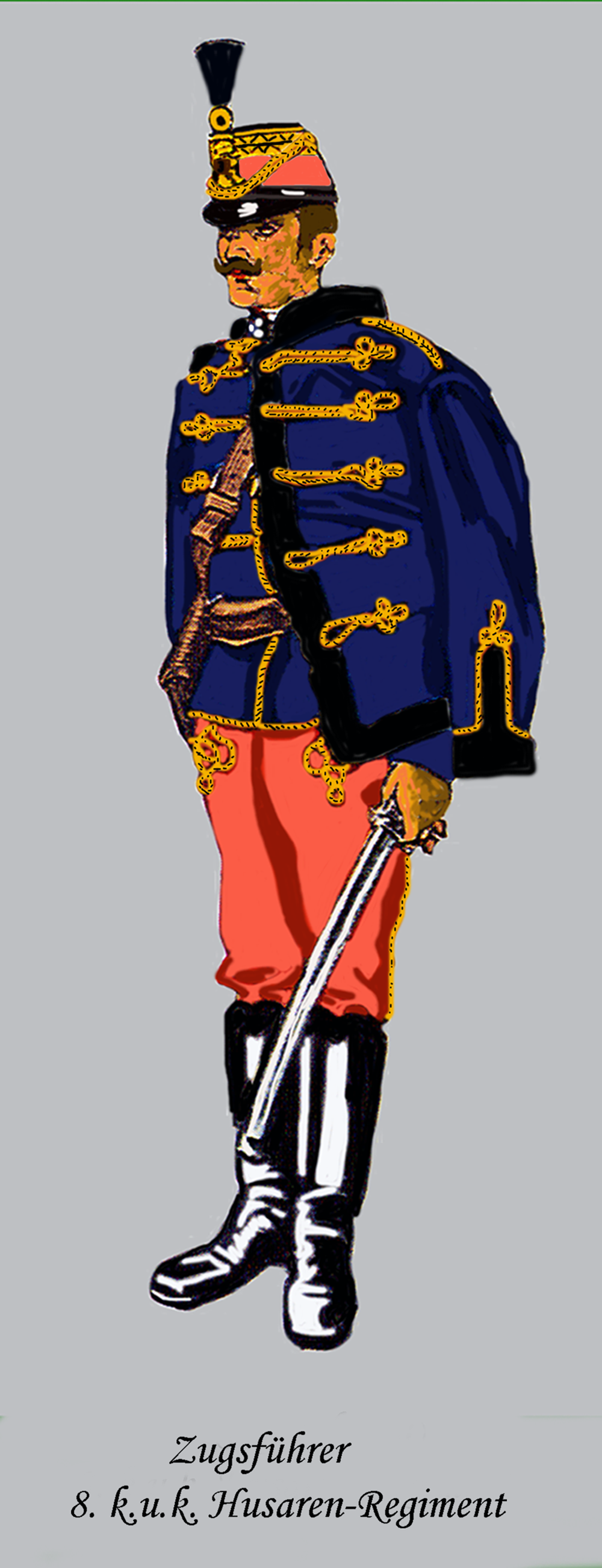
Uniform bis zur Auflösung 1915

## Verbleib
Nach den schweren Verlusten an Personal und Pferden in den Kämpfen gegen Russland zu Beginn des Krieges wurde das Regiment im Jahre 1915 aufgelöst. Zusammen mit den Überresten anderer Kavallerie-Regimenter bildete das ehemalige Husaren-Regiment Nr. 8 das neuerrichtete Kavallerie-Schützenregiment Nr. 9.

## Gliederung
Ein Regiment bestand in der Österreichisch-Ungarischen Kavallerie in der Regel ursprünglich aus drei bis vier (in der Ausnahme auch mehr) Division. (Mit Division wurde hier ein Verband in Bataillonsstärke bezeichnet. Die richtige Division wurde Infanterie- oder Kavallerie-Truppendivision genannt.) Jede Division hatte drei Eskadronen, deren jede wiederum aus zwei Kompanien bestand. Die Anzahl der Reiter in den einzelnen Teileinheiten schwankte, lag jedoch normalerweise bei etwa 80 Reitern je Kompanie.
Die einzelnen Divisionen wurden nach ihren formalen Führern benannt:
- die 1. Division war die Oberst-Division
- die 2. Division war die Oberstlieutenant (Oberstleutnant)-Division
- die 3. Division war die Majors-Division
- die 4. Division war die 2. Majors-Division

Im Zuge der Heeresreform wurden die Kavallerie-Regimenter ab 1860 auf zwei Divisionen reduziert.
Bis zum Jahre 1798 wurden die Regimenter nach ihren jeweiligen Inhabern (die nicht auch die Kommandanten sein mussten) genannt. Eine verbindliche Regelung der Schreibweise existierte nicht. (zum Beispiel Regiment Graf Serbelloni – oder Regiment Serbelloni.) Mit jedem Inhaberwechsel änderte das betroffene Regiment seinen Namen. Nach 1798 galt vorrangig die nummerierte Bezeichnung, die unter Umständen mit dem Namen des Inhabers verbunden werden konnte.
Bedingt durch diese ständige Umbenennung sind die Regimentsgeschichten der österreichisch-ungarischen Kavallerie nur sehr schwer zu verfolgen. Hinzu kommt die ständige und dem Anschein nach willkürliche, zu Teil mehrfache Umklassifizierung der Verbände. (Zum Beispiel: K.u.k. Böhmisches Dragoner-Regiment „Fürst zu Windisch-Graetz“ Nr. 14)

## Status und Verbandszugehörigkeit 1914
IV. Armeekorps – 10. Kavallerie-Truppendivision – 4. Kavalleriebrigade
Nationalitäten: 74 % Magyaren – 26 % Sonstige
Uniform: Dunkelblaue Attila mit gelben Oliven (Knöpfen) und krapprotem Tschakobezug
Kommandant: Oberst Adalbert Fluck von Raggamb
Regimentssprache: ungarisch